# Laemophloeus sexarticulatus
Laemophloeus sexarticulatus là một loài bọ cánh cứng trong họ Laemophloeidae. Loài này được Kessel miêu tả khoa học năm 1926.